# Krasobruslařský skok

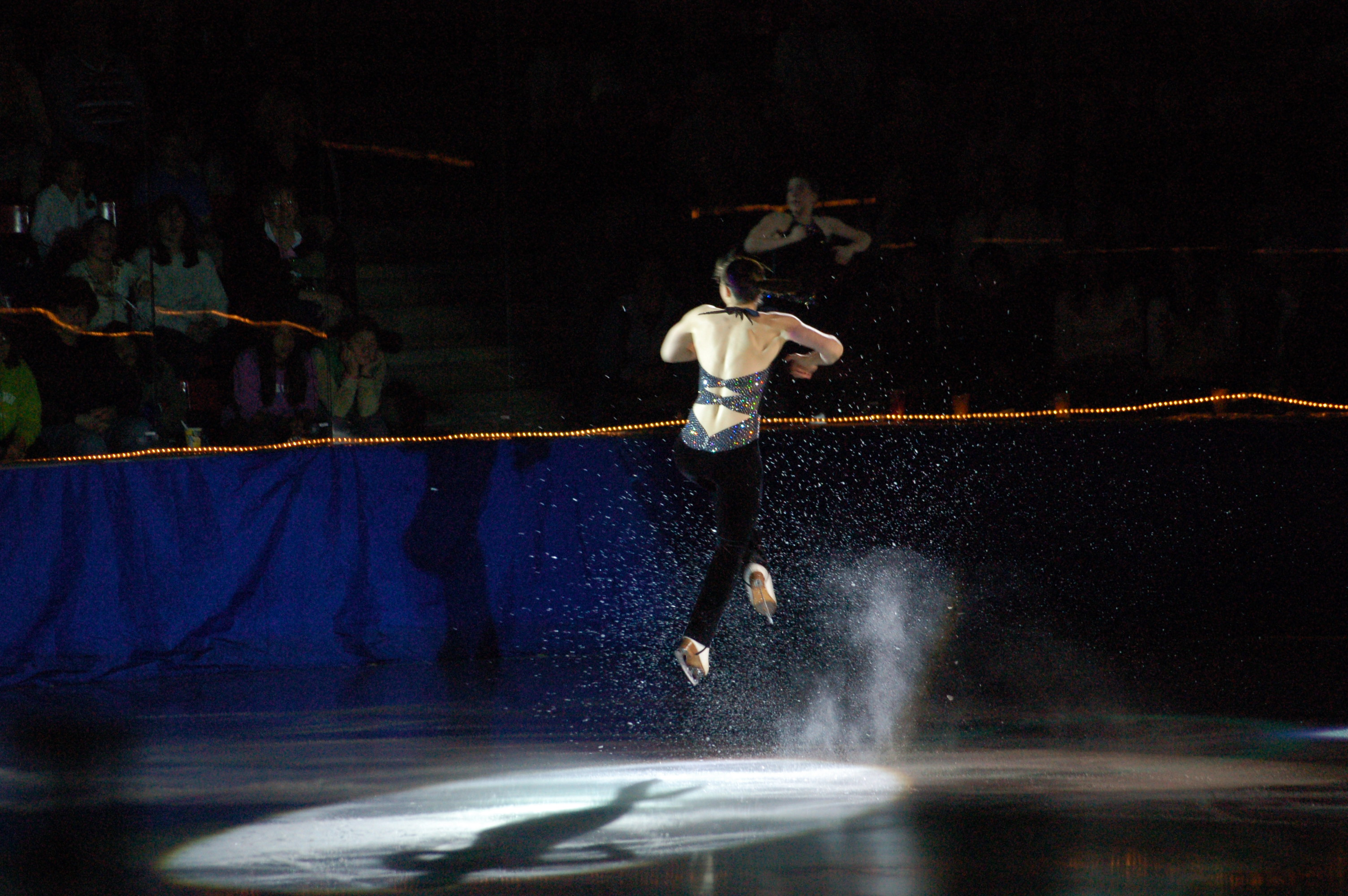
Sarah Hughes na 35. výročním "Večeru šampiónů"

Skoky patří mezi základní a nejdůležitější prvky sestav krasobruslařů.
Rozdílnost skoků spočívá především ve způsobu dopadu. Záleží na tom, na jakou nohu a jak krasobruslař dopadá na led (zda je dopad a následný výjezd z dopadu proveden na vnější nebo vnitřní hranu brusle, zda je proveden stejnou či opačnou nohou než odraz, aj.) Důležitý je také způsob odrazu a nájezd na skok. Z pohledu laika se jednotlivé skoky liší pouze v detailech, tudíž je od sebe nedokáže rozeznat.

## Druhy krasobruslařských skoků
- Rittberger
- Flip
- Lutz
- Axel
- Salchow
- Toeloop
- Kadet

Každý z těchto skoků může být proveden s různým počtem otáček – od jednoduchého skoku, až po skoky se čtyřmi otáčkami. Jednoduché skoky se ovšem dnes do sestav zařazují jen zřídka, a to jako součást kombinací. Dvojné a trojné skoky jsou zcela běžně součástí sestav mužů, žen i sportovních dvojic. Skoky čtverné nalezneme téměř výhradně jen v repertoáru mužů. V kategorii žen se čistý čtverný skok podařilo předvést zatím jen jednou japonské krasobruslařce Miki Ando.
V kategorii sportovních dvojic existují také odhazované a twistované skoky.
Co se týče kategorie tanců na ledě, v ní skoky nejsou povoleným prvkem.